# Papilionanthe uniflora
Papilionanthe uniflora är en orkidéart som först beskrevs av John Lindley, och fick sitt nu gällande namn av Leslie Andrew Garay. Papilionanthe uniflora ingår i släktet Papilionanthe och familjen orkidéer. Inga underarter finns listade i Catalogue of Life.